# Puchar Ligi Szkockiej w piłce nożnej
Puchar Ligi Szkockiej (ang. Scottish League Cup) – cykliczne piłkarskie rozgrywki pucharowe w Szkocji, utworzone w 1946 r. na podobieństwo Pucharu Szkocji, w których mogą uczestniczyć wyłącznie szkockie drużyny klubów Scottish Professional Football League. Organizatorem zmagań jest Szkocki Związek Piłki Nożnej.

## Historia
Początki Pucharu Ligi Szkockiej sięgają roku 1940, kiedy rozgrywano Południowy Puchar Ligi, który rozgrywany był jedynie w czasie wojny i tylko na arenie regionalnej.
Pierwsza edycja oficjalnego Pucharu Ligi odbyła się w sezonie 1946/1947 i zakończyła się triumfem Rangers F.C., którzy pokonali Aberdeen F.C. 4:0. Jednakże Aberdeen nadal zaliczają swoje zwycięstwo w sezonie 1945/1946 w Południowym Pucharze Ligi.

### Sponsorzy
Puchar Ligi Szkockiej z powodów sponsorskich znany był pod różnymi nazwami:
- Bell’s League Cup (1979–81) – Bell’s whisky
- Skol Cup (1984–92) – Skol Lager
- Coca-Cola Cup (1994–97) – Coca-Cola
- CIS Insurance Cup (1999–2008) – CIS Insurance
- Co-operative Insurance Cup (2008–11), sponsored by The Co-operative Insurance[2]
- Scottish Communities League Cup (2011–13) – Rząd Szkocki[3]
- Scottish League Cup (2013–15)
- The Scottish League Cup (2015) – QTS Group (tylko półfinał i finał)[4]
- The Scottish League Cup (2015–16) – Utilita Energy[5]
- Betfred Cup (2016–2021) – Betfred[6]
- Premier Sports Cup (2021–2022) – Premier Sports[7]
- Viaplay Cup (2022–) – Premier Sports[8]

## Format
Na przestrzeni lat format turnieju zmieniał się, zawsze utrzymując najpierw fazę grupową, a następnie fazę pucharową. Rozgrywki te były popularne w pierwszych dekadach swojego istnienia, kiedy to drużyny były podzielone na 8 lub 9 grup, w których grało po 4, 5 drużyn. Drużyny były podzielone na koszyki, dzięki czemu najlepsze 16 zespołów Dywizji 1 tworzyły pierwsze cztery grupy, a to oznaczało, że najlepsza czwórka trafiała w ćwierćfinałach na niżej notowanych rywali.
Przed 1981 rokiem remis w finale (po dogrywce) spowodował, że mecz został powtórzony w późniejszym terminie. Od finału z 1981 r. wynik zawsze rozstrzygany był w danym dniu, z rzutami karnymi, jeśli były wymagane, po dogrywce.
We wcześniejszych latach 80., fazy grupowe rozgrywane były na samym początku sezonu, natomiast potem rozgrywana była faza pucharowa na zasadzie dwumeczu. Spotkało się to ze sporą krytyką ze strony kibiców.
W połowie lat 80. zrezygnowano z zasady dwumeczu, finał rozgrywany był już w okresie Świąt Bożego Narodzenia.
Rozgrywki Pucharu Ligi Szkockiej odbywają się systemem play-off (przegrywający odpada). W przypadku, gdy mecz zakończy się remisem, rozgrywa się dogrywkę i ewentualne rzuty karne. Mecze półfinałowe i finał odbywają się na Hampden Park w Glasgow. 
W pierwszej rundzie (sierpień) udział bierze wszystkie 30 klubów z Scottish Football League oraz dwa najsłabsze z Scottish Premier League. W drugiej rundzie, rozgrywanej także w sierpniu dołączają do nich 4 drużyny SPL, które nie grają w europejskich pucharach. Od trzeciej rundy (wrzesień) zaczynają pozostałe ekipy SPL.
Od sezonu 1999/2000 półfinały i finał zaczęto rozgrywać wiosną, aby nie kolidować z terminami UEFA.

## Zwycięzcy i finaliści
| Sezon                                            | K           | K                                         | T  | Zwycięzca           | Wynik            | Finalista                 | Data, miejsce                              | Br. | Król strzelców                                                        | Uwagi              |
| Puchar Ligi Szkockiej (ang. Scottish League Cup) |             |                                           |    |                     |                  |                           |                                            |     |                                                                       |                    |
| 1946/47                                          |             |                                           | 1  | Rangers             | 4:0              | Aberdeen                  | 5.04.1947, Hampden Park, Glasgow, 82.700   |     |                                                                       | 30 klubów, 8 gr.   |
| 1947/48                                          |             |                                           | 1  | East Fife (II)      | 0:0 pd.          | Falkirk                   | 25.10.1947, Hampden Park, Glasgow, 53.785  |     |                                                                       | 32 kluby, 8 gr.    |
| 1947/48                                          | 4:1 (powt.) | 1.11.1947, Hampden Park, Glasgow, 31.000  | 1  | East Fife (II)      |                  | Falkirk                   |                                            |     |                                                                       | 32 kluby, 8 gr.    |
| 1948/49                                          |             |                                           | 2  | Rangers             | 2:0              | Raith Rovers (II)         | 12.03.1949, Hampden Park, Glasgow, 57.450  |     |                                                                       | 32 kluby, 8 gr.    |
| 1949/50                                          |             |                                           | 2  | East Fife           | 3:0              | Dunfermline Athletic (II) | 29.10.1949, Hampden Park, Glasgow, 39.744  |     |                                                                       | 32 kluby, 8 gr.    |
| 1950/51                                          |             |                                           | 1  | Motherwell          | 3:0              | Hibernian                 | 28.10.1950, Hampden Park, Glasgow, 64.074  |     |                                                                       | 32 kluby, 8 gr.    |
| 1951/52                                          |             |                                           | 1  | Dundee              | 3:2              | Rangers                   | 27.10.1951, Hampden Park, Glasgow, 92.325  |     |                                                                       | 32 kluby, 8 gr.    |
| 1952/53                                          |             |                                           | 2  | Dundee              | 2:0              | Kilmarnock (II)           | 25.10.1952, Hampden Park, Glasgow, 51.830  |     |                                                                       | 32 kluby, 8 gr.    |
| 1953/54                                          |             |                                           | 3  | East Fife           | 3:2              | Partick Thistle           | 24.10.1953, Hampden Park, Glasgow, 38.529  |     |                                                                       | 32 kluby, 8 gr.    |
| 1954/55                                          |             |                                           | 1  | Heart of Midlothian | 4:2              | Motherwell                | 23.10.1954, Hampden Park, Glasgow, 55.640  |     |                                                                       | 32 kluby, 8 gr.    |
| 1955/56                                          |             |                                           | 1  | Aberdeen            | 2:1              | St. Mirren                | 22.10.1955, Hampden Park, Glasgow, 44.106  |     |                                                                       | 37 klubów, 9 gr.   |
| 1956/57                                          |             |                                           | 1  | Celtic              | 0:0 pd.          | Partick Thistle           | 27.10.1956, Hampden Park, Glasgow, 59.000  |     |                                                                       | 37 klubów, 9 gr.   |
| 1956/57                                          | 3:0 (powt.) | 31.10.1956, Hampden Park, Glasgow, 31.000 | 1  | Celtic              |                  | Partick Thistle           |                                            |     |                                                                       | 37 klubów, 9 gr.   |
| 1957/58                                          |             |                                           | 2  | Celtic              | 7:1              | Rangers                   | 19.10.1957, Hampden Park, Glasgow, 82.293  |     |                                                                       | 37 klubów, 9 gr.   |
| 1958/59                                          |             |                                           | 2  | Heart of Midlothian | 5:1              | Partick Thistle           | 25.10.1958, Hampden Park, Glasgow, 59.690  |     |                                                                       | 37 klubów, 9 gr.   |
| 1959/60                                          |             |                                           | 3  | Heart of Midlothian | 2:1              | Third Lanark              | 24.10.1959, Hampden Park, Glasgow, 57.994  |     |                                                                       | 37 klubów, 9 gr.   |
| 1960/61                                          |             |                                           | 3  | Rangers             | 2:0              | Kilmarnock                | 29.10.1960, Hampden Park, Glasgow, 82.063  |     |                                                                       | 37 klubów, 9 gr.   |
| 1961/62                                          |             |                                           | 4  | Rangers             | 1:1 pd.          | Heart of Midlothian       | 28.10.1961, Hampden Park, Glasgow, 88.000  |     |                                                                       | 37 klubów, 9 gr.   |
| 1961/62                                          | 3:1 (powt.) | 18.12.1961, Hampden Park, Glasgow, 47.500 | 4  | Rangers             |                  | Heart of Midlothian       |                                            |     |                                                                       | 37 klubów, 9 gr.   |
| 1962/63                                          |             |                                           | 4  | Heart of Midlothian | 1:0              | Kilmarnock                | 27.10.1962, Hampden Park, Glasgow, 51.000  |     |                                                                       | 37 klubów, 9 gr.   |
| 1963/64                                          |             |                                           | 5  | Rangers             | 5:0              | Morton (II)               | 26.10.1963, Hampden Park, Glasgow, 105.907 |     |                                                                       | 37 klubów, 9 gr.   |
| 1964/65                                          |             |                                           | 6  | Rangers             | 2:1              | Celtic                    | 24.10.1964, Hampden Park, Glasgow, 91.423  |     |                                                                       | 37 klubów, 9 gr.   |
| 1965/66                                          |             |                                           | 3  | Celtic              | 2:1              | Rangers                   | 23.10.1965, Hampden Park, Glasgow, 107.609 |     |                                                                       | 37 klubów, 9 gr.   |
| 1966/67                                          |             |                                           | 4  | Celtic              | 1:0              | Rangers                   | 29.10.1966, Hampden Park, Glasgow, 94.532  |     |                                                                       | 38 klubów, 9 gr.   |
| 1967/68                                          |             |                                           | 5  | Celtic              | 5:3              | Dundee                    | 28.10.1967, Hampden Park, Glasgow, 70.000  |     |                                                                       | 37 klubów, 9 gr.   |
| 1968/69                                          |             |                                           | 6  | Celtic              | 6:2              | Hibernian                 | 5.04.1969, Hampden Park, Glasgow, 74.240   |     |                                                                       | 37 klubów, 9 gr.   |
| 1969/70                                          |             |                                           | 7  | Celtic              | 1:0              | St. Johnstone             | 25.10.1969, Hampden Park, Glasgow, 73.067  |     |                                                                       | 37 klubów, 9 gr.   |
| 1970/71                                          |             |                                           | 7  | Rangers             | 1:0              | Celtic                    | 24.10.1970, Hampden Park, Glasgow, 106.263 |     |                                                                       | 37 klubów, 9 gr.   |
| 1971/72                                          |             |                                           | 1  | Partick Thistle     | 4:1              | Celtic                    | 23.10.1971, Hampden Park, Glasgow, 62.740  |     |                                                                       | 37 klubów, 9 gr.   |
| 1972/73                                          |             |                                           | 1  | Hibernian           | 2:1              | Celtic                    | 9.12.1972, Hampden Park, Glasgow, 71.696   |     |                                                                       | 37 klubów, 9 gr.   |
| 1973/74                                          |             |                                           | 3  | Dundee              | 1:0              | Celtic                    | 15.12.1973, Hampden Park, Glasgow, 27.924  |     |                                                                       | 37 klubów, 9 gr.   |
| 1974/75                                          |             |                                           | 8  | Celtic              | 6:3              | Hibernian                 | 26.10.1974, Hampden Park, Glasgow, 53.848  |     |                                                                       | 38 klubów, 9 gr.   |
| 1975/76                                          |             |                                           | 8  | Rangers             | 1:0              | Celtic                    | 25.10.1975, Hampden Park, Glasgow, 58.806  |     |                                                                       | 38 klubów, 9 gr.   |
| 1976/77                                          |             |                                           | 2  | Aberdeen            | 2:1 pd.          | Celtic                    | 6.11.1976, Hampden Park, Glasgow, 69.707   |     |                                                                       | 38 klubów, 9 gr.   |
| 1977/78                                          |             |                                           | 9  | Rangers             | 2:1 pd.          | Celtic                    | 18.03.1978, Hampden Park, Glasgow, 60.168  |     |                                                                       | 38 klubów, s.puch. |
| 1978/79                                          |             |                                           | 10 | Rangers             | 2:1              | Aberdeen                  | 31.03.1979, Hampden Park, Glasgow, 54.000  |     |                                                                       | 38 klubów, s.puch. |
| 1979/80                                          |             |                                           | 1  | Dundee United       | 0:0 pd.          | Aberdeen                  | 8.12.1979, Hampden Park, Glasgow, 27.173   | 6   | Paul Sturrock                                                         | 38 klubów, s.puch. |
| 1979/80                                          | 3:0 (powt.) | 12.12.1979, Dens Park, Dundee, 28.933     | 1  | Dundee United       |                  | Aberdeen                  |                                            | 6   | Paul Sturrock                                                         | 38 klubów, s.puch. |
| 1980/81                                          |             |                                           | 2  | Dundee United       | 3:0              | Dundee (II)               | 6.12.1980, Dens Park, Dundee, 24.466       | 9   | Paul Sturrock                                                         | 38 klubów, s.puch. |
| 1981/82                                          |             |                                           | 11 | Rangers             | 2:1              | Dundee United             | 28.11.1981, Hampden Park, Glasgow, 53.777  | 6   | Gordon Strachan                                                       | 38 klubów, 9 gr.   |
| 1982/83                                          |             |                                           | 9  | Celtic              | 2:1              | Rangers                   | 4.12.1982, Hampden Park, Glasgow, 55.572   | 13  | Charlie Nicholas                                                      | 38 klubów, 9 gr.   |
| 1983/84                                          |             |                                           | 12 | Rangers             | 3:2 pd.          | Celtic                    | 25.03.1984, Hampden Park, Glasgow, 66.369  | 9   | Ally McCoist                                                          | 38 klubów, s.puch. |
| 1984/85                                          |             |                                           | 13 | Rangers             | 1:0              | Dundee United             | 28.10.1984, Hampden Park, Glasgow, 44.698  | 5   | Ally McCoist                                                          | 38 klubów, s.puch. |
| 1985/86                                          |             |                                           | 3  | Aberdeen            | 3:0              | Hibernian                 | 27.10.1985, Hampden Park, Glasgow, 40.061  |     |                                                                       | 38 klubów, s.puch. |
| 1986/87                                          |             |                                           | 14 | Rangers             | 2:1              | Celtic                    | 26.10.1986, Hampden Park, Glasgow, 74.219  |     |                                                                       | 38 klubów, s.puch. |
| 1987/88                                          |             |                                           | 15 | Rangers             | 3:3 pd. (k. 5:3) | Aberdeen                  | 25.10.1987, Hampden Park, Glasgow, 71.961  | 6   | Ally McCoist                                                          | 38 klubów, s.puch. |
| 1988/89                                          |             |                                           | 16 | Rangers             | 3:2              | Aberdeen                  | 23.10.1988, Hampden Park, Glasgow, 72.122  |     |                                                                       | 38 klubów, s.puch. |
| 1989/90                                          |             |                                           | 4  | Aberdeen            | 2:1 pd.          | Rangers                   | 22.10.1989, Hampden Park, Glasgow, 61.190  |     |                                                                       | 38 klubów, s.puch. |
| 1990/91                                          |             |                                           | 17 | Rangers             | 2:1 pd.          | Celtic                    | 28.10.1990, Hampden Park, Glasgow, 62.817  |     |                                                                       | 38 klubów, s.puch. |
| 1991/92                                          |             |                                           | 2  | Hibernian           | 2:0              | Dunfermline Athletic      | 27.10.1991, Hampden Park, Glasgow, 40.377  |     |                                                                       | 38 klubów, s.puch. |
| 1992/93                                          |             |                                           | 18 | Rangers             | 2:1 pd.          | Aberdeen                  | 25.10.1992, Hampden Park, Glasgow, 54.298  | 8   | Ally McCoist                                                          | 38 klubów, s.puch. |
| 1993/94                                          |             |                                           | 19 | Rangers             | 2:1              | Hibernian                 | 24.10.1993, Celtic Park, Glasgow, 47.632   |     |                                                                       | 38 klubów, s.puch. |
| 1994/95                                          |             |                                           | 1  | Raith Rovers (II)   | 2:2 pd. (k. 6:5) | Celtic                    | 27.11.1994, Ibrox Stadium, Glasgow, 45.384 |     |                                                                       | 40 klubów, s.puch. |
| 1995/96                                          |             |                                           | 5  | Aberdeen            | 2:0              | Dundee (II)               | 26.11.1995, Hampden Park, Glasgow, 33.096  |     |                                                                       | 40 klubów, s.puch. |
| 1996/97                                          |             |                                           | 20 | Rangers             | 4:3              | Heart of Midlothian       | 24.11.1996, Celtic Park, Glasgow, 48.559   |     |                                                                       | 40 klubów, s.puch. |
| 1997/98                                          |             |                                           | 10 | Celtic              | 3:0              | Dundee United             | 30.11.1997, Ibrox Stadium, Glasgow, 49.305 | 5   | Gary McSwegan                                                         | 40 klubów, s.puch. |
| 1998/99                                          |             |                                           | 21 | Rangers             | 2:1              | St. Johnstone             | 29.11.1998, Celtic Park, Glasgow, 45.533   |     |                                                                       | 40 klubów, s.puch. |
| 1999/00                                          |             |                                           | 11 | Celtic              | 2:0              | Aberdeen                  | 19.03.2000, Hampden Park, Glasgow, 50.073  |     |                                                                       | 40 klubów, s.puch. |
| 2000/01                                          |             |                                           | 12 | Celtic              | 3:0              | Kilmarnock                | 18.03.2001, Hampden Park, Glasgow, 48.830  | 5   | Henrik Larsson                                                        | 42 kluby, s.puch.  |
| 2001/02                                          |             |                                           | 22 | Rangers             | 4:0              | Ayr United (II)           | 17.03.2002, Hampden Park, Glasgow, 50.076  |     |                                                                       | 42 kluby, s.puch.  |
| 2002/03                                          |             |                                           | 23 | Rangers             | 2:1              | Celtic                    | 16.03.2003, Hampden Park, Glasgow, 52.000  |     |                                                                       | 42 kluby, s.puch.  |
| 2003/04                                          |             |                                           | 1  | Livingston          | 2:0              | Hibernian                 | 14.03.2004, Hampden Park, Glasgow, 45.500  | 4   | Stephen Dobbie                                                        | 42 kluby, s.puch.  |
| 2004/05                                          |             |                                           | 24 | Rangers             | 5:1              | Motherwell                | 20.03.2005, Hampden Park, Glasgow, 50.182  |     |                                                                       | 42 kluby, s.puch.  |
| 2005/06                                          |             |                                           | 13 | Celtic              | 3:0              | Dunfermline Athletic      | 19.03.2006, Hampden Park, Glasgow, 50.090  |     |                                                                       | 42 kluby, s.puch.  |
| 2006/07                                          |             |                                           | 3  | Hibernian           | 5:1              | Kilmarnock                | 18.03.2007, Hampden Park, Glasgow, 52.000  |     |                                                                       | 42 kluby, s.puch.  |
| 2007/08                                          |             |                                           | 25 | Rangers             | 2:2 pd. (k. 3:2) | Dundee United             | 16.03.2008, Hampden Park, Glasgow, 50.019  | 5   | Kris Boyd                                                             | 42 kluby, s.puch.  |
| 2008/09                                          |             |                                           | 14 | Celtic              | 2:0 pd.          | Rangers                   | 15.03.2009, Hampden Park, Glasgow, 51.193  |     |                                                                       | 42 kluby, s.puch.  |
| 2009/10                                          |             |                                           | 26 | Rangers             | 1:0              | St. Mirren                | 21.03.2010, Hampden Park, Glasgow, 44.538  |     |                                                                       | 42 kluby, s.puch.  |
| 2010/11                                          |             |                                           | 27 | Rangers             | 2:1 pd.          | Celtic                    | 20.03.2011, Hampden Park, Glasgow, 51.181  | 5   | Anthony Stokes                                                        | 42 kluby, s.puch.  |
| 2011/12                                          |             |                                           | 1  | Kilmarnock          | 1:0              | Celtic                    | 18.03.2012, Hampden Park, Glasgow, 49.572  |     |                                                                       | 42 kluby, s.puch.  |
| 2012/13                                          |             |                                           | 1  | St. Mirren          | 3:2              | Heart of Midlothian       | 17.03.2013, Hampden Park, Glasgow, 44.036  |     |                                                                       | 42 kluby, s.puch.  |
| 2013/14                                          |             |                                           | 6  | Aberdeen            | 0:0 pd. (k. 4:2) | Inverness                 | 16.03.2014, Celtic Park, Glasgow, 51.143   |     |                                                                       | 42 kluby, s.puch.  |
| 2014/15                                          |             |                                           | 15 | Celtic              | 2:0              | Dundee United             | 15.03.2015, Hampden Park, Glasgow, 49.259  | 4   | John Guidetti, Adam Rooney                                            | 42 kluby, s.puch.  |
| 2015/16                                          |             |                                           | 1  | Ross County         | 2:1              | Hibernian (II)            | 13.03.2016, Hampden Park, Glasgow, 38.796  | 4   | Liam Boyce, Jason Cummings, Faissal El Bakhtaoui                      | 42 kluby, s.puch.  |
| 2016/17                                          |             |                                           | 16 | Celtic              | 3:0              | Aberdeen                  | 27.11.2016, Hampden Park, Glasgow, 49.629  | 7   | Martyn Waghorn                                                        | 44 kluby, 8 gr.    |
| 2017/18                                          |             |                                           | 17 | Celtic              | 2:0              | Motherwell                | 26.11.2017, Hampden Park, Glasgow, 49.483  | 8   | Simon Murray                                                          | 44 kluby, 8 gr.    |
| 2018/19                                          |             |                                           | 18 | Celtic              | 1:0              | Aberdeen                  | 2.12.2018, Hampden Park, Glasgow, 50.936   | 9   | Lawrence Shankland                                                    | 44 kluby, 8 gr.    |
| 2019/20                                          |             |                                           | 19 | Celtic              | 1:0              | Rangers                   | 8.12.2019, Hampden Park, Glasgow, 51.117   | 5   | Florian Kamberi, Kevin Nisbet                                         | 44 kluby, 8 gr.    |
| 2020/21                                          |             |                                           | 1  | St. Johnstone       | 1:0              | Livingston                | 28.02.2021, Hampden Park, Glasgow, 0,000   | 7   | Alan Forrest                                                          | 44 kluby, 8 gr.    |
| 2021/22                                          |             |                                           | 20 | Celtic              | 2:1              | Hibernian                 | 19.12.2021, Hampden Park, Glasgow, 48.540  | 6   | Ally Roy                                                              | 45 klubów, 8 gr.   |
| 2022/23                                          |             |                                           | 21 | Celtic              | 2:1              | Rangers                   | 26.02.2023, Hampden Park, Glasgow, 49.529  | 4   | Vicente Besuijen, Conor Sammon, Alex Jakubiak, Oli Shaw, Jonah Ayunga | 45 klubów, 8 gr.   |
| 2023/24                                          |             |                                           | 28 | Rangers             | 1:0              | Aberdeen                  | 17.12.2023, Hampden Park, Glasgow, 49.296  | 7   | Simon Murras                                                          | 45 kluby, 8 gr.    |
| 2024/25                                          |             |                                           | 22 | Celtic              | 3:4 pd. (k. 5:4) | Rangers                   | 15.12.2024, Hampden Park, Glasgow, 49.420  |     |                                                                       | 45 klubów, 8 gr.   |

Uwagi:

- wytłuszczono i kursywą oznaczone zespoły, które w tym samym roku wywalczyły mistrzostwo i Puchar kraju (dublet),
- wytłuszczono zespoły, które zdobyły mistrzostwo kraju,
- kursywą oznaczone zespoły, które zdobyły Puchar kraju.
- (II) oznaczone zespoły, które w danym sezonie występowały na drugim poziomie ligowym.

## Statystyka

### Klasyfikacja według klubów
W dotychczasowej historii finałów o Puchar Ligi Szkockiej na podium oficjalnie stawało w sumie 22 drużyny. Liderem klasyfikacji jest Rangers, który zdobył trofeum 28 razy.
Stan na 17.12.2024. 
| Lp. | Klub                 | Zdobywca | Finalista | Zwycięskie sezony | Przegrane finały |    |    | |                                                                                          |
| --- | -------------------- | -------- | --------- | --- | --- | -- | -- | --- | ---------------------------------------------------------------------------------------- |
| Lp. | Klub                 | 1.       | Rangers   | Zwycięskie sezony | Przegrane finały | 28 | 10 | 1946/47, 1948/49, 1960/61, 1961/62, 1963/64, 1964/65, 1970/71, 1975/76, 1977/78, 1978/79, 1981/82, 1983/84, 1984/85, 1986/87, 1987/88, 1988/89, 1990/91, 1992/93, 1993/94, 1996/97, 1998/99, 2001/02, 2002/03, 2004/05, 2007/08, 2009/10, 2010/11, 2023/24 | 1951/52, 1957/58, 1965/66, 1966/67, 1982/83, 1989/90, 2008/09, 2019/20, 2022/23, 2024/25 |
| 2.  | Celtic               | 22       | 15        | 1956/57, 1957/58, 1965/66, 1966/67, 1967/68, 1968/69, 1969/70, 1974/75, 1982/83, 1997/98, 1999/00, 2000/01, 2005/06, 2008/09, 2014/15, 2016/17, 2017/18, 2018/19, 2019/20, 2021/22, 2022/23, 2024/25 | 1964/65, 1970/71, 1971/72, 1972/73, 1973/74, 1975/76, 1976/77, 1977/78, 1983/84, 1986/87, 1990/91, 1994/95, 2002/03, 2010/11, 2011/12 |    |    | |                                                                                          |
| 3.  | Aberdeen             | 6        | 10        | 1955/56, 1976/77, 1985/86, 1989/90, 1995/96, 2013/14 | 1946/47, 1978/79, 1979/80, 1987/88, 1988/89, 1992/93, 1999/00, 2016/17, 2018/19, 2023/24                                              |    |    | |                                                                                          |
| 4.  | Heart of Midlothian  | 4        | 3         | 1954/55, 1958/59, 1959/60, 1962/63 | 1961/62, 1996/97, 2012/13 |    |    | |                                                                                          |
| 5.  | Hibernian            | 3        | 8         | 1972/73, 1991/92, 2006/07 | 1950/51, 1968/69, 1974/75, 1985/86, 1993/94, 2003/04, 2015/16, 2021/22                                                                |    |    | |                                                                                          |
| 6.  | Dundee F.C.          | 3        | 3         | 1951/52, 1952/53, 1973/74 | 1967/68, 1980/81, 1995/96 |    |    | |                                                                                          |
| 7.  | East Fife            | 3        | 0         | 1947/48, 1949/50, 1953/54 | |    |    | |                                                                                          |
| 8.  | Dundee United        | 2        | 5         | 1979/80, 1980/81 | 1981/82, 1984/85, 1997/98, 2007/08, 2014/15                                                                                           |    |    | |                                                                                          |
| 9.  | Kilmarnock           | 1        | 5         | 2011/12 | 1952/53, 1960/61, 1962/63, 2000/01, 2006/07                                                                                           |    |    | |                                                                                          |
| 10. | Motherwell           | 1        | 3         | 1950/51 | 1954/55, 2004/05, 2017/18 |    |    | |                                                                                          |
| 10. | Partick Thistle      | 1        | 3         | 1971/72 | 1953/54, 1956/57, 1958/59 |    |    | |                                                                                          |
| 12. | St. Johnstone        | 1        | 2         | 2020/21 | 1969/70, 1998/99 |    |    | |                                                                                          |
| 12. | St. Mirren           | 1        | 2         | 2012/13 | 1955/56, 2009/10 |    |    | |                                                                                          |
| 14. | Livingston           | 1        | 1         | 2003/04 | 2020/21 |    |    | |                                                                                          |
| 14. | Raith Rovers         | 1        | 1         | 1994/95 | 1948/49 |    |    | |                                                                                          |
| 16. | Ross County          | 1        | 0         | 2015/16 | |    |    | |                                                                                          |
| 17. | Dunfermline Athletic | 0        | 3         | | 1949/50, 1991/92, 2005/06 |    |    | |                                                                                          |
| 18. | Falkirk              | 0        | 1         | | 1947/48 |    |    | |                                                                                          |
| 18. | Third Lanark         | 0        | 1         | | 1959/60 |    |    | |                                                                                          |
| 18. | Morton               | 0        | 1         | | 1963/64 |    |    | |                                                                                          |
| 18. | Ayr United           | 0        | 1         | | 2001/02 |    |    | |                                                                                          |
| 18. | Inverness F.C.       | 0        | 1         | | 2013/14 |    |    | |                                                                                          |

### Klasyfikacja według miast
Stan na 16.12.2024.
| Miasto     | Liczba tytułów | Kluby                                          |
| ---------- | -------------- | ---------------------------------------------- |
| Glasgow    | 50             | Rangers (27), Celtic (22), Partick Thistle (1) |
| Edynburg   | 7              | Heart of Midlothian (4), Hibernian (3)         |
| Aberdeen   | 6              | Aberdeen (6)                                   |
| Dundee     | 5              | Dundee (3), Dundee United (2)                  |
| Methil     | 3              | East Fife (3)                                  |
| Dingwall   | 1              | Ross County (1)                                |
| Kilmarnock | 1              | Kilmarnock (1)                                 |
| Kirkcaldy  | 1              | Raith Rovers (1)                               |
| Livingston | 1              | Livingston (1)                                 |
| Motherwell | 1              | Motherwell (1)                                 |
| Paisley    | 1              | St. Mirren (1)                                 |
| Perth      | 1              | St. Johnstone (1)                              |

## Europejskie puchary
Do 1995 roku zwycięzca Pucharu Ligi Szkockiej uzyskiwał awans do Pucharu UEFA, mimo że ten przywilej należał się zwykle za zwycięstwo w lidze bądź Pucharze Szkocji. Oznaczało to także, że w europejskich pucharach Szkocję mogły reprezentować kluby z niższych lig. Ostatnim tego typu przykładem jest Raith Rovers. Zespół wystąpił dzięki Pucharowi Ligi Szkockiej w Pucharze UEFA, mimo że występował wówczas w First Division. Obecnie, w związku z małą ilością miejsc Szkocji w pucharach, zwycięzca Pucharu Ligi Szkockiej nie uzyskuje możliwości gry w jakichkolwiek międzynarodowych rozgrywkach.

## Media

### Transmisje telewizyjne
Mecze Pucharu Ligi Szkockiej pokazuje na żywo BT Sport w Wielkiej Brytanii i Irlandii. Transmisje w Australii nadaje BeIN Sport. W 2009 finał pokazany był w SBS z powodu braku miejsca w ramówce Setanty, która wcześniej nadawała transmisje w Australii.
Po ogłoszeniu nowego formatu w sezonie 2016/17, prawa pokazywania meczów w pucharze ligi szkockiej zostały przyznane BT Sport.